# Pat Simmons (curler)
Pat Simmons właśc. Patrick Simmons (ur. 21 listopada 1974 w Moose Jaw) – kanadyjski curler, 2-krotny mistrz Alberty, wcześniej 5 razy zdobywał tytuł mistrzowski Saskatchewanu. Z wykształcenia kręgarz.
W curling zaczął grać w 1983, obecnie jest zawodnikiem Glencoe Curling Club.
Swoją karierę zaczynał jako junior, w 1990 został mistrzem prowincji szkół wyższych. Pierwszy tytuł mistrza prowincji juniorów zdobył w 1992 (jako drugi w drużynie Scotta Bitza), sukces ten powtarzał jeszcze dwukrotnie w 1994 i 1995 (już jako trzeci u Neila Cursonsa). W tych ostatnich zawodach dotarł do półfinału.
W 2001 zadebiutował w mistrzostwach prowincji mężczyzn. Trzy lata później jako drugi u Randyego Gilewicha zdobył tytuł mistrza Saskatchewanu mikstów i wystąpił w mistrzostwach Kanady. Sukcesy przyniósł następny rok, jako kapitan Simmons wygrał mistrzostwa prowincji, powtarzał to jeszcze trzykrotnie, aż do 2008.
Pierwszy występ w the Brier (2005) zakończył bilansem 6-5 i wraz z trzema innymi zespołami Saskatchewan uplasował się na 5. miejscu. Rok później z wynikiem 5-6 zajął ósme miejsce. W 2007 Pat wygrał 7 z 11 meczów, lecz zajmując 5. lokatę znów nie zdołał zakwalifikować się do strefy playoff.
Inna sytuacja zdarzyła się w the Brier 2008, tam po round-robin Simmons zajmował drugą pozycję. Dało mu to upragniony awans do dalszej rywalizacji. W wyższym playoffie Saskatchewan zmierzył się z Albertą (Kevin Martin), spotkanie zakończyło się wynikiem 8:7 dla przeciwników Simmonsa. W półfinale Simmons również przegrał, tym razem 7:8 z Ontario (Glenn Howard). Jednak w round-robin to Simmons pokonał Howarda 7:5. Ostatecznie Saskatchewan zajął trzecie miejsce. Rok później drużyna Pata znalazła się w finale SaskTel Tankard 2009 jednak przegrała z Jordisonem 4:6 i nie zagrała w Tim Hortons Brier 2009.
Najwyższym założeniem Simmonsa do 2009, podobnie jak większości kanadyjskich drużyn, było reprezentowanie Kanady na Zimowych Igrzyskach Olimpijskich Vancouver 2010. Zakwalifikował się do głównego turnieju Canadian Olympic Curling Trials po wygranej w ostatnim meczu rundy B z Mikiem McEwenem 7:5. W rozgrywkach finałowych zajął 7. miejsce, w dwóch wygranych meczach pokonał m.in. zwycięzcę turnieju Kevina Martina. W sezonie 2010/2011 Simmons jako skip wygrał rywalizację prowincjonalną, na Tim Hortons Brier 2011 funkcję kapitana przejął jednak Steve Laycock. Saskatchewan z 4 wygranymi i 7 porażkami został sklasyfikowany na 8. miejscu.
Po zakończeniu sezonu 2010/2011 Simmons ogłosił przeprowadzkę do Alberty, zastąpił tam Blake’a MacDonalda w zespole Kevina Koe, Laycock zaś na stałe został skipem dawnej drużyny. Z nową drużyną Simmons był niepokonany na arenie prowincjonalnej w Boston Pizza Cup 2012. W Tim Hortons Brier 2012 Alberta awansowała do fazy play-off w pierwszych dwóch meczach pokonała Terytoria Północno-Zachodnie (Jamie Koe) i Manitobę (Rob Fowler), przegrała natomiast w finale 6:7 przeciwko Ontario (Glenn Howard).
Simmons ponownie reprezentował Albertę na Tim Hortons Brier 2014, w półfinale drużyna z Calgary pokonała Quebec (Jean-Michel Ménard). Zespół zapewnił sobie wyjazd na Mistrzostwa Świata zwyciężając w finale nad Kolumbią Brytyjską (John Morris). Kanadyjczycy podczas turnieju w Pekinie zakwalifikowali się do fazy finałowej, jednakże ulegli tam odpowiednio Norwegom (Thomas Ulsrud), Szwedom (Oskar Eriksson) i Szwajcarom (Peter de Cruz).
W 2014 odejście z drużyny ogłosił kapitan, Kevin Koe. Początkowo jego funkcję w sezonie 2014/2015 przejął John Morris, jednakże ostatecznie kapitanem został Pat Simmons. Drużyna ta miała zagwarantowany występ w Tim Hortons Brier 2015 (jako Team Canada). Podczas turnieju w Halifaksie zespół Simmonsa awansował do fazy finałowej z 4. miejsca. W Page play-off pokonał odpowiednio 8:7 i 8:6 Saskatchewan (Steve Laycock) i Nową Fundlandię i Labrador (Brad Gushue). Ostatecznie Team Canada z nowym skipem obroniła tytuły mistrzowskie, w 11-endowym finale zwyciężyła 6:5 nad Nortern Ontario (Brad Jacobs). Na MŚ 2015 Kanadyjczycy w górnym meczu play-off i półfinale ulegli Skandynawom. Zajęli miejsce na ostatnim stopniu podium pokonując w małym finale 8:4 Finów (Aku Kauste). W 2016 roku Simmons na Tim Hortons Brier 2016 z bilansem 6-5 uplasował się na 5. miejscu.

## CTRS
Pozycje drużyny Simmonsa w rankingu Kanadyjskiej Federacji Curlingu
- Sezon 2014/2015 – 10.
- Sezon 2013/2014 – 2.
- Sezon 2012/2013 – 3.
- Sezon 2011/2012 – 4.
- Sezon 2010/2011 – 7.
- Sezon 2009/2010 – 10.
- Sezon 2008/2009 – 19.
- Sezon 2007/2008 – 5.
- Sezon 2006/2007 – 6.

## Drużyna
|           | Czwarty        | Trzeci          | Drugi          | Otwierający    |
| --------- | -------------- | --------------- | -------------- | -------------- |
| od 2014   | Pat Simmons    | John Morris     | Carter Rycroft | Nolan Thiessen |
| 2011/2014 | Kevin Koe      | Pat Simmons     | Carter Rycroft | Nolan Thiessen |
| 2006/2011 | Pat Simmons    | Jeff Sharp      | Gerry Adam     | Steve Laycock  |
| 2004/2006 | Pat Simmons    | Jeff Sharp      | Chris Haichert | Ben Hebert     |
| 2004      | Randy Gilewich | Michelle Englot | Pat Simmons    | Cindy Simmons  |
| 1992      | Scott Bitz     | Jeff Tait       | Pat Simmons    | Greg Burrows   |
| 1994/1995 | Neil Cursons   | Pat Simmons     | Rob Nixon      | Jamie Burrows  |